# Rejon Grigoriopol
Rejon Grigoriopol (ros. Григориопольский район – Grigoripolskij rajon, rum. Raionul Grigoriopol) – jeden z 7 rejonów Naddniestrza, znajdujący się w centralnej części kraju. Jego stolicą jest Grigoriopol (PGT – osiedle typu miejskiego).
Powierzchnia: 822 km²